# Llista d'ocells de les Illes Canàries
Aquesta llista d'ocells de les Illes Canàries inclou totes les espècies d'ocells trobades a Canàries: 362, de les quals nou han estat introduïdes pels humans, sis són endemismes i altres sis són espècies globalment amenaçades. Els ocells s'ordenen per ordre i família.

## Gaviiformes

### Gaviidae
- Calàbria petita (Gavia stellata)
- Calàbria agulla (Gavia arctica)
- Calàbria grossa (Gavia immer)

## Podicipediformes

### Podicipedidae
- Cabusset (Tachybaptus ruficollis)
- Cabusset becgròs (Podilymbus podiceps)
- Cabussó collnegre (Podiceps nigricollis)

## Procellariiformes

### Procellariidae
- Pterodroma mollis
- Pterodroma feae
- Petrell de Bulwer (Bulweria bulwerii)
- Baldriga cendrosa (Calonectris diomedea)
- Calonectris edwardsii
- Baldriga capnegra (Puffinus gravis)
- Baldriga grisa (Puffinus griseus)
- Baldriga balear (Puffinus puffinus)
- Baldriga mediterrània (Puffinus yelkouan)
- Baldriga petita (Puffinus assimilis)

### Hydrobatidae
- Petrell oceànic (Oceanites oceanicus)
- Petrell carablanc (Pelagodroma marina)
- Ocell de tempesta (Hydrobates pelagicus)
- Petrell de Madeira (Oceanodroma castro)
- Petrell cuaforcat (Oceanodroma leucorhoa)

## Pelecaniformes

### Phaethontidae
- Cuajonc de bec roig (Phaethon aethereus)

### Sulidae
- Mascarell (Morus bassanus)

### Phalacrocoracidae
- Corb marí gros (Phalacrocorax carbo)

## Ciconiiformes

### Ardeidae
- Bernat pescaire (Ardea cinerea)
- Bernat americà (Ardea herodias)
- Agró roig (Ardea purpurea)
- Agró blanc (Ardea alba)
- Martinet blanc (Egretta garzetta)
- Martinet dels esculls (Egretta gularis)
- Martinet ros (Ardeola ralloides)
- Esplugabous (Bubulcus ibis)
- Martinet de nit (Nycticorax nycticorax)
- Martinet menut (Ixobrychus minutus)
- Martinet menut de Sturm (Ixobrychus sturmii)
- Bitó americà (Botaurus lentiginosus)
- Bitó comú (Botaurus stellaris)

### Ciconiidae
- Cigonya blanca (Ciconia ciconia)

### Threskiornithidae
- Capó reial (Plegadis falcinellus)
- Becplaner (Platalea leucorodia)

## Phoenicopteriformes

### Phoenicopteridae
- Flamenc (Phoenicopterus roseus)

## Anseriformes

### Anatidae
- Ànec arbori de cara blanca (Dendrocygna viduata)
- Cigne mut (Cygnus olor)
- Oca de bec curt (Anser brachyrhynchus)
- Oca vulgar (Anser anser)
- Oca de collar (Branta bernicla)
- Oca de galta blanca (Branta leucopsis)
- Ànec canyella (Tadorna ferruginea)
- Ànec blanc (Tadorna tadorna)
- Ànec carolí (Aix sponsa)
- Ànec mandarí (Aix galericulata)
- Ànec xiulador (Anas penelope)
- Ànec xiulador americà (Anas americana)
- Ànec griset (Anas strepera)
- Xarxet (Anas crecca)
- Xarxet de Carolina (Anas carolinensis)
- Ànec coll-verd (Anas platyrhynchos)
- Ànec collverd americà (Anas rubripes)
- Ànec cuallarg (Anas acuta)
- Xarrasclet (Anas querquedula)
- Xarxet alablau (Anas discors)
- Ànec cullerot (Anas clypeata)
- Xarxet marbrenc (Marmaronetta angustirostris)
- Xibec (Netta rufina)
- Morell cap-roig (Aythya ferina)
- Morell de collar (Aythya collaris)
- Morell xocolater (Aythya nyroca)
- Morell de plomall (Aythya fuligula)
- Morell buixot (Aythya marila)
- Morell menut (Aythya affinis)
- Ànec negre (Melanitta nigra)
- Bec de serra coronat (Lophodytes cucullatus)
- Bec de serra mitjà (Mergus serrator)

## Falconiformes

### Pandionidae
- Àguila pescadora (Pandion haliaetus)

### Accipitridae
- Aligot vesper (Pernis apivorus)
- Esparver cuaforcat (Elanoides forficatus)
- Milà reial (Milvus milvus)
- Milà negre (Milvus migrans)
- Àguila marina (Haliaeetus albicilla)
- Aufrany (Neophron percnopterus)
- Àguila marcenca (Circaetus gallicus)
- Arpella vulgar (Circus aeruginosus)
- Arpella pàl·lida (Circus cyaneus)
- Arpella pàl·lida russa (Circus macrourus)
- Esparver cendrós (Circus pygargus)
- Esparver vulgar (Accipiter nisus)
- Astor (Accipiter gentilis)
- Aligot comú (Buteo buteo)
- Aligot rogenc (Buteo rufinus)
- Àguila cuabarrada (Aquila fasciata)

### Falconidae
- Xoriguer comú (Falco tinnunculus)
- Falcó cama-roig (Falco vespertinus)
- Falcó de la reina (Falco eleonorae)
- Esmerla (Falco columbarius)
- Falcó mostatxut (Falco subbuteo)
- Falcó llaner (Falco biarmicus)
- Falcó berber (Falco pelegrinoides)
- Falcó pelegrí (Falco peregrinus)

## Galliformes

### Phasianidae
- Perdiu d'Àfrica (Alectoris barbara)
- Perdiu roja (Alectoris rufa)
- Guatlla (Coturnix coturnix)

### Numididae
- Gallina de Guinea (Numida meleagris)

## Gruiformes

### Gruidae
- Grua (Grus grus)

### Rallidae
- Guatlla maresa africana (Crecopsis egregia)
- Guatlla maresa (Crex crex)
- Rascletó (Porzana parva)
- Rasclet (Porzana pusilla)
- Polla pintada (Porzana porzana)
- Polla blava d'Allen (Porphyrio alleni)
- Porphyrio martinica
- Polla d'aigua (Gallinula chloropus)
- Fotja (Fulica atra)

### Otididae
- Hubara (Chlamydotis undulata)
- Sisó (Tetrax tetrax)

## Charadriiformes

### Haematopodidae
- Haematopus moquini
- Garsa de mar (Haematopus ostralegus)

### Recurvirostridae
- Cames llargues (Himantopus himantopus)
- Bec d'alena (Recurvirostra avosetta)

### Burhinidae
- Torlit (Burhinus oedicnemus)

### Glareolidae
- Pluvianus aegyptius
- Corredor (Cursorius cursor)
- Perdiu de mar (Glareola pratincola)

### Charadriidae
- Fredeluga (Vanellus vanellus)
- Fredeluga gregària (Vanellus gregarius)
- Fredeluga cuablanca (Vanellus leucurus)
- Daurada petita americana (Pluvialis dominica)
- Daurada grossa (Pluvialis apricaria)
- Pigre gris (Pluvialis squatarola)
- Corriol gros (Charadrius hiaticula)
- Corriol petit (Charadrius dubius)
- Corriol camanegre (Charadrius alexandrinus)
- Corriol pit-roig (Charadrius morinellus)

### Scolopacidae
- Becada (Scolopax rusticola)
- Becadell sord (Lymnocryptes minimus)
- Becadell gros (Gallinago media)
- Becadell comú (Gallinago gallinago)
- Tètol cuanegre (Limosa limosa)
- Tètol cuabarrat (Limosa lapponica)
- Polit cantaire (Numenius phaeopus)
- Polit becfí (Numenius tenuirostris)
- Becut (Numenius arquata)
- Territ cuallarg (Bartramia longicauda)
- Siseta cendrosa (Xenus cinereus)
- Xivitona (Actitis hypoleucos)
- Xivitona maculada (Actitis macularius)
- Xivita (Tringa ochropus)
- Gamba roja pintada (Tringa erythropus)
- Gamba verda (Tringa nebularia)
- Gamba groga petita (Tringa flavipes)
- Siseta (Tringa stagnatilis)
- Valona (Tringa glareola)
- Gamba roja vulgar (Tringa totanus)
- Remena-rocs (Arenaria interpres)
- Territ gros (Calidris canutus)
- Territ tresdits (Calidris alba)
- Territ semipalmat (Calidris pusilla)
- Territ d'Alaska (Calidris mauri)
- Territ menut (Calidris minuta)
- Territ de Temminck (Calidris temminckii)
- Territ cuablanc (Calidris fuscicollis)
- Territ de Baird (Calidris bairdii)
- Territ pectoral (Calidris melanotos)
- Territ becllarg (Calidris ferruginea)
- Territ variant (Calidris alpina)
- Territ rogenc (Tryngites subruficollis)
- Batallaire (Philomachus pugnax)
- Escuraflascons de Wilson (Phalaropus tricolor)
- Escuraflascons becfí (Phalaropus lobatus)
- Escuraflascons becgròs (Phalaropus fulicarius)

### Chionididae
- Chionis albus

### Laridae
- Gavina cendrosa (Larus canus)
- Gavina corsa (Larus audouinii)
- Gavina de Delaware (Larus delawarensis)
- Gavinot (Larus marinus)
- Gavià glauc (Larus glaucescens)
- Gavinot hiperbori (Larus hyperboreus)
- Gavià argentat de potes roses (Larus argentatus)
- Gavià fosc (Larus fuscus)
- Gavià argentat (Larus cachinnans)
- Larus michahellis
- Gavinot capnegre (Larus ichthyaetus)
- Gavina vulgar (Larus ridibundus)
- Gavina capblanca (Larus genei)
- Gavina de Bonaparte (Larus philadelphia)
- Gavina capnegra (Larus melanocephalus)
- Gavina capnegra americana (Larus atricilla)
- Gavina de Franklin (Larus pipixcan)
- Gavina menuda (Larus minutus)
- Gavineta cuaforcada (Xema sabini)
- Gavineta de tres dits (Rissa tridactyla)

### Sternidae
- Nodi comú (Anous stolidus)
- Xatrac fosc (Onychoprion fuscatus)
- Xatrac menut (Sternula albifrons)
- Curroc (Gelochelidon nilotica)
- Xatrac gros (Hydroprogne caspia)
- Fumarell negre (Chlidonias niger)
- Fumarell carablanc (Chlidonias hybrida)
- Xatrac rosat (Sterna dougallii)
- Xatrac àrtic (Sterna paradisaea)
- Xatrac comú (Sterna hirundo)
- Xatrac becllarg (Thalasseus sandvicensis)
- Xatrac bengalí (Thalasseus bengalensis)

### Stercorariidae
- Stercorarius maccormicki
- Paràsit gros (Stercorarius skua)
- Paràsit cuaample (Stercorarius pomarinus)
- Paràsit cuapunxegut (Stercorarius parasiticus)
- Paràsit cuallarg (Stercorarius longicaudus)

### Alcidae
- Somorgollaire (Uria aalge)
- Gavot (Alca torda)
- Fraret (Fratercula arctica)

## Pterocliformes

### Pteroclidae
- Xurra (Pterocles orientalis)
- Pterocles quadricinctus

## Columbiformes

### Columbidae
- Colom roquer (Columba livia)
- Colom canari de Bolle (Columba bollii)
- Xixella canària (Columba junoniae)
- Tórtora (Streptopelia turtur)
- Tórtora turca (Streptopelia decaocto)
- Tórtora domèstica (Streptopelia roseogrisea)
- Tórtora del Senegal (Streptopelia senegalensis)
- Tortoreta cuallarga (Oena capensis)

## Psittaciformes

### Psittacidae
- Cotorra de Kramer (Psittacula krameri)
- Agapornis roseicollis
- Agapornis personatus
- Nandayus nenday
- Cotorreta de pit gris (Myiopsitta monachus)

## Cuculiformes

### Cuculidae
- Cucut (Cuculus canorus)

## Strigiformes

### Tytonidae
- Òliba (Tyto alba)

### Strigidae
- Xot (Otus scops)
- Mussol esparverenc (Surnia ulula)
- Mussol banyut (Asio otus)
- Mussol emigrant (Asio flammeus)
- Mussol gregari (Asio capensis)

## Caprimulgiformes

### Caprimulgidae
- Enganyapastors americà (Chordeiles minor)
- Enganyapastors (Caprimulgus europaeus)

## Apodiformes

### Apodidae
- Ballester (Tachymarptis melba)
- Falciot negre (Apus apus)
- Falciot unicolor (Apus unicolor)
- Falciot pàl·lid (Apus pallidus)
- Falciot cuablanc comú (Apus affinis)

## Coraciiformes

### Meropidae
- Abellerol (Merops apiaster)

### Coraciidae
- Gaig blau (Coracias garrulus)

### Upupidae
- Puput (Upupa epops)

## Piciformes

### Picidae
- Colltort (Jynx torquilla)
- Picot garser gros (Dendrocopos major)

## Passeriformes

### Alaudidae
- Alosa puput (Alaemon alaudipes)
- Terrerola cuabarrada (Ammomanes cinctura)
- Calàndria (Melanocorypha calandra)
- Terrerola vulgar (Calandrella brachydactyla)
- Terrerola rogenca (Calandrella rufescens)
- Cogullada vulgar (Galerida cristata)
- Alosa vulgar (Alauda arvensis)

### Hirundinidae
- Oreneta de ribera (Riparia riparia)
- Oreneta vulgar (Hirundo rustica)
- Oreneta cuablanca (Delichon urbicum)
- Oreneta cua-rogenca (Cecropis daurica)

### Motacillidae
- Piula grossa (Anthus richardi)
- Trobat (Anthus campestris)
- Piula de Berthelot (Anthus berthelotii)
- Titella (Anthus pratensis)
- Piula gola-roja (Anthus cervinus)
- Piula dels arbres (Anthus trivialis)
- Grasset de muntanya (Anthus spinoletta)
- Cuereta blanca (Motacilla alba)
- Cuereta groga (Motacilla flava)
- Cuereta citrina (Motacilla citreola)
- Cuereta torrentera (Motacilla cinerea)

### Pycnonotidae
- Bulbul barbat (Pycnonotus barbatus)

### Regulidae
- Reietó (Regulus regulus)
- Regulus teneriffae

### Mimidae
- Ocell gat (Dumetella carolinensis)

### Prunellidae
- Pardal de bardissa (Prunella modularis)

### Turdidae
- Merla roquera (Monticola saxatilis)
- Merla blava (Monticola solitarius)
- Merla de pit blanc (Turdus torquatus)
- Merla (Turdus merula)
- Tord ala-roig (Turdus iliacus)
- Tord comú (Turdus philomelos)

### Cisticolidae
- Trist (Cisticola juncidis)

### Sylviidae
- Boscaler pintat gros (Locustella naevia)
- Boscaler comú (Locustella luscinioides)
- Boscarla d'aigua (Acrocephalus paludicola)
- Boscarla dels joncs (Acrocephalus schoenobaenus)
- Boscarla de canyar (Acrocephalus scirpaceus)
- Balquer (Acrocephalus arundinaceus)
- Bosqueta pàl·lida oriental (Hippolais pallida)
- Bosqueta pàl·lida occidental (Hippolais opaca)
- Bosqueta vulgar (Hippolais polyglotta)
- Mosquiter de passa (Phylloscopus trochilus)
- Mosquiter comú (Phylloscopus collybita)
- Mosquiter canari (Phylloscopus canariensis)
- Mosquiter ibèric (Phylloscopus ibericus)
- Mosquiter pàl·lid (Phylloscopus bonelli)
- Mosquiter xiulaire (Phylloscopus sibilatrix)
- Mosquiter de doble ratlla (Phylloscopus inornatus)
- Tallarol de casquet (Sylvia atricapilla)
- Tallarol gros (Sylvia borin)
- Tallarol emmascarat (Sylvia hortensis)
- Tallareta vulgar (Sylvia communis)
- Tallareta pàl·lida africana (Sylvia deserti)
- Tallarol trencamates (Sylvia conspicillata)
- Tallareta del desert (Sylvia deserticola)
- Tallarol de garriga (Sylvia cantillans)
- Tallarol capnegre (Sylvia melanocephala)

### Muscicapidae
- Papamosques gris (Muscicapa striata)
- Mastegatatxes (Ficedula hypoleuca)
- Papamosques de collar (Ficedula albicollis)
- Papamosques menut (Ficedula parva)
- Pit-roig (Erithacus rubecula)
- Rossinyol (Luscinia megarhynchos)
- Cotxa blava (Luscinia svecica)
- Cuaenlairat (Cercotrichas galactotes)
- Cotxa fumada (Phoenicurus ochruros)
- Cotxa cua-roja (Phoenicurus phoenicurus)
- Bitxac rogenc (Saxicola rubetra)
- Bitxac de Fuerteventura (Saxicola dacotiae)
- Bitxac comú (Saxicola rubicola)
- Còlit gris (Oenanthe oenanthe)
- Còlit ros (Oenanthe hispanica)
- Còlit del desert (Oenanthe deserti)

### Paridae
- Mallerenga blava (Cyanistes caeruleus)
- Mallerenga africana (Cyanistes teneriffae)

### Oriolidae
- Oriol (Oriolus oriolus)

### Laniidae
- Escorxador (Lanius collurio)
- Botxí septentrional (Lanius excubitor)
- Botxí meridional (Lanius meridionalis)
- Capsigrany (Lanius senator)

### Corvidae
- Gralla de bec vermell (Pyrrhocorax pyrrhocorax)
- Gralla (Corvus monedula)
- Corvus albus
- Corb (Corvus corax)

### Sturnidae
- Estornell rosat (Pastor roseus)
- Estornell vulgar (Sturnus vulgaris)

### Passeridae
- Pardal comú (Passer domesticus)
- Pardal de passa (Passer hispaniolensis)
- Pardal xarrec (Passer montanus)
- Pardal roquer (Petronia petronia)
- Pardal d'ala blanca (Montifringilla nivalis)

### Ploceidae
- Quelea de bec vermell (Quelea quelea)

### Estrildidae
- Bec de corall cuanegre (Estrilda troglodytes)
- Bec de corall senegalès (Estrilda astrild)

### Fringillidae
- Pinsà comú (Fringilla coelebs)
- Pinsà de les Canàries (Fringilla teydea)
- Pinsà mec (Fringilla montifringilla)
- Trencapinyes (Loxia curvirostra)
- verderol comú (Carduelis chloris)
- Lluer (Carduelis spinus)
- Cadernera (Carduelis carduelis)
- Passerell comú (Carduelis cannabina)
- Gafarró (Serinus serinus)
- Canari (Serinus canaria)
- Durbec (Coccothraustes coccothraustes)
- Pinsà trompeter (Bucanetes githagineus)

### Parulidae
- Bosquerola coronada (Dendroica coronata)
- Bosquerola de Louisiana (Seiurus motacilla)

### Emberizidae
- Gratapalles (Emberiza cirlus)
- Sit negre (Emberiza cia)
- Hortolà (Emberiza hortulana)
- Hortolà cendrós (Emberiza caesia)
- Sit de vila (Emberiza striolata)
- Repicatalons petit (Emberiza pusilla)
- Cruixidell (Emberiza calandra)
- Sit blanc (Plectrophenax nivalis)[1]